# De Valkenier (pretpark)
De Valkenier was een attractiepark in Valkenburg aan de Geul in de Nederlandse provincie Limburg. De attracties waren vooral gericht op jonge kinderen.

## Geschiedenis

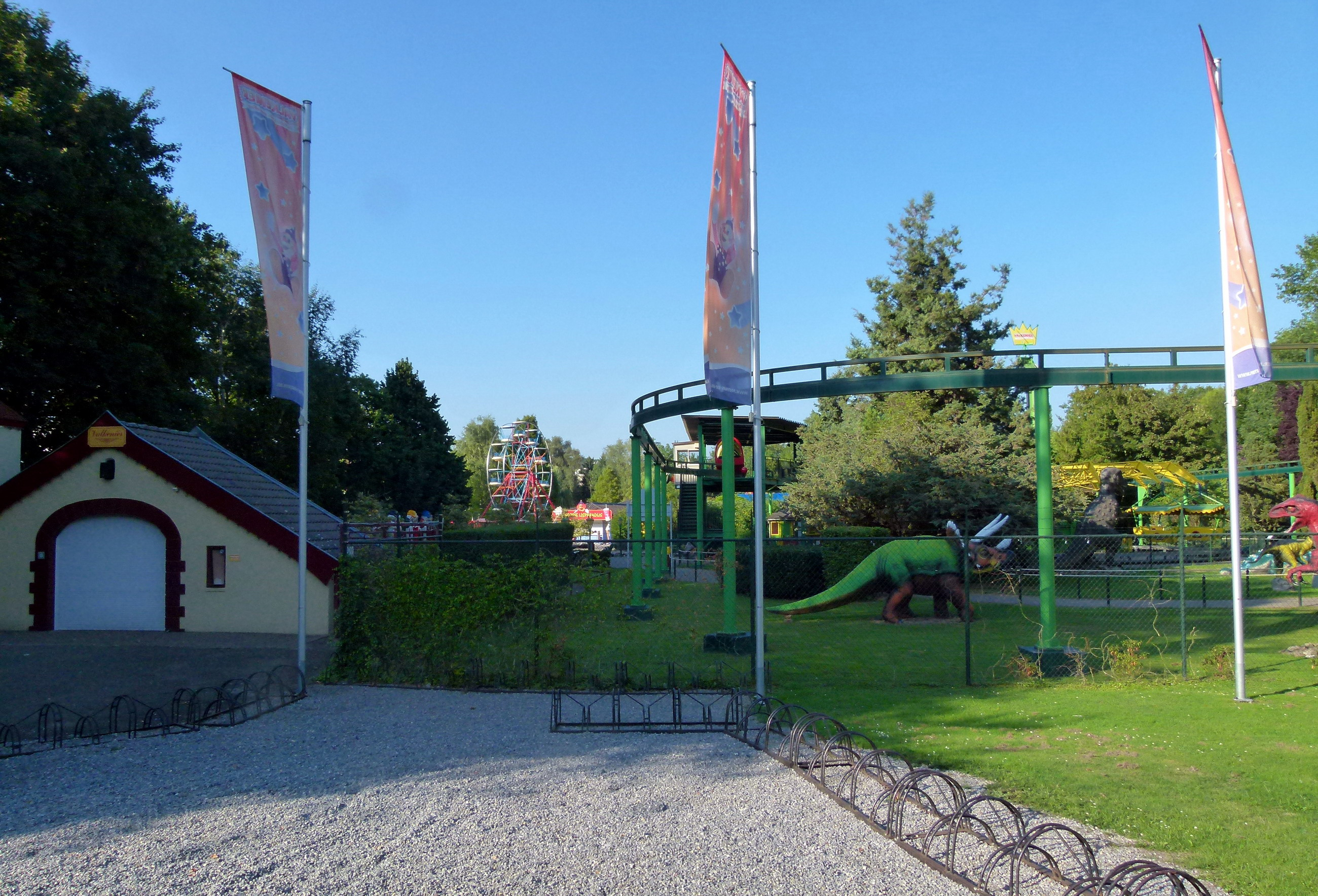
Pretpark de Valkenier

Het park werd in 1934 gesticht door Jan Otermans. Daarmee was het een van de oudere attractieparken in Europa. Het park is altijd in bezit van de familie Otermans gebleven. In de jaren 1980 namen twee kleinzonen van Jan Otermans, Albert en Hub, het park over. In 2019 werd Jeffrey Driessen als eerste niet-Otermans aangesteld als directeur.
Het park vestigde zich centraal in Valkenburg. Geruime tijd was het nauwelijks meer dan een speeltuin. Grotere attracties werden pas na decennia toegevoegd. Door ruimtegebrek waren uitbreidingen slechts in beperkte mate mogelijk. De meeste investeringen bestonden uit het maken van ruimte voor nieuwe attracties op eigen terrein, waardoor de attracties vrij dicht op elkaar stonden.
In 2004 vierde het park zijn zeventigste verjaardag, onder andere door tijdelijk een entreeprijs door te voeren van 2,50 euro per persoon in plaats van de gebruikelijke 6,95 per persoon. Het park verhoogde zijn toegangsprijzen in de jaren daarna tot 15,50 euro in 2019.
Snoopie de Clown was begin 21e eeuw de mascotte van het park. Deze was als entertainer in het park te vinden. Ook was de clownskop van Snoopie op verschillende attracties afgebeeld en vonden er diverse shows met clowns plaats.

### Sluiting
Doordat het attractiepark midden in een woonwijk lag, waren de uitbreidingsmogelijkheden beperkt en waren er regelmatig klachten van omwonenden over geluidsoverlast.  In mei 2004 overwoog de familie Otermans om het attractiepark naar het recreatiegebied Steinerbos in Stein te verplaatsen. Directe aanleiding was de zogenaamde 'attractietaks', die de gemeente Valkenburg aan de Geul wilde invoeren. Van dat plan kwam niets terecht.
In juli 2021 werd het park, dat vlak bij het riviertje de Geul lag, getroffen door de overstroming van de Geul. Doordat ook de technische installaties door het hoogwater aangetast waren en door de mogelijke verontreiniging van het achtergebleven slib, moest het park voor minimaal vijf weken sluiten. Daarmee was, zo bleek achteraf, het doek gevallen voor De Valkenier. Al eerder was geopperd dat 2021 het laatste seizoen van het pretpark zou kunnen zijn. Eigenaren Albert en Hub Otermans verkochten het park aan een projectontwikkelaar, die er een woonwijk wilde realiseren. De meeste attracties waren begin 2022 al verkocht,  en eind 2022 was het 10.000 m² grote terrein helemaal leeg.

## Beschrijving park

### Attracties
De attracties in het park waren voornamelijk gericht op kinderen jonger dan twaalf jaar. Sommige leken sterk op kermis-attracties.
- Airwolf Helicopter, monorail
- Snoopies Speelland, een overdekte kinderspeeltuin
- Kabouter Speelland, een overdekte kinderspeeltuin met ballenbad
- Speeltuin, een buitenspeeltuin met schommels, een carrousel en zand
- Mindervaliden Speeltuin, een buitenspeeltuin speciaal afgestemd op gebruik voor mensen met een handicap
- Dino's Wandelpark, een wandelpark met dinosauriers die geluid maken
- Safari Rit, een oldtimerbaan tussen beelden van leeuwen, olifanten en giraffen
- Green Snake, een achtbaan model Tivoli Large van Zierer
- Krummel, een achtbaan model Brucomela (een soort Wacky Worm/Big Apple) van Güven Amusement Rides
- Vliegende Schatkist, een pendelschommel/shuttle-achtbaan type Butterfly II SB van Sunkid Heege
- Reuzenrad
- Surfing, een snelheidsdraaimolen (ook wel rups genoemd)
- Kleine Carrousel, een carrousel voor de kleinere kinderen
- Western City, een gemotoriseerde paardenbaan tussen imitatie-cactussen en wigwams
- Botsauto's
- Valkenier Treintje, een treintje dat een paar keer per dag vanuit het park start voor een rondrit door het centrum van Valkenburg
- Minicars, ritje op een parcours met wagentjes tegen betaling
- Mississippi Boot, een rondvaartboot op de vijver in Mississippi-stijl
- Waterfietsen op de vijver, in de vorm van VW Beetles
- Cobra Waterglijbaan (voorheen De Cobra), een Hara Kiri Raft Slide in de vorm van een cobra
- Spookkasteel (voorheen Spook Kasteel), een spookhuis
- Lachspiegels
- Amusementenhal
- Jazzdance Orgel, een orgel dat een liedje speelt bij inworp van 50 cent.
- Dancing Queen, een zweefmolen (tot 2019)

### Shows
Er vonden diverse shows plaats in het pretpark. Een van de shows bestond uit een sprekende boom die verhalen vertelde, zoals Hans en Grietje. Ook waren er shows met de Clown Snoopie onder de naam "Snoopie's Minidisco". In 2020 was er een show te zien met typetjes als Beau Ballon, Lizzie, Lollige Lola & Kitta Kat. Beau Ballon had tevens een eigen show onder de naam "Beau Ballon's Meeleeftheater". Ook waren er karaoke- en comedyshows. 

### Souvenirs, eten en drinken
In het park bevond zich een zelfbedieningsrestaurant en een fastfoodrestaurant. Daarnaast was er een suikerspinnenkraam en een ijswinkel (Snoopie IJsparadijs). Ook was er een souvenirwinkel (Snoopie Shop).